# Gigi Fernández
Beatriz "Gigi" Fernández (født 22. februar 1964 i San Juan, Puerto Rico) er en kvindelig tidligere tennisspiller, som i det meste af sin professionelle karriere repræsenterede USA. 

## Tenniskarriere
Hun var en af verdens bedste kvindelige doublespillere i 1990'erne og vandt i løbet af sin karriere 17 grand slam-titler – alle i damedouble. 14 af titlerne vandt hun sammen med Natasja Zvereva, og deres makkerskab betragtes som den næstbedste damedouble i tennishistorien, kun overgået af Martina Navratilova og Pam Shriver.
Gigi Fernández vandt 69 WTA-turneringer i double i sin karriere, heraf to WTA Tour Championships og ni Tier I-titler. Hun opnåede endvidere to turneringssejre i single på WTA Tour, og hendes bedste grand slam-resultat i single var en semifinaleplads ved Wimbledon-mesterskabet i 1994.
Fernández var nr. 1 på WTA's verdensrangliste i damedouble i 80 uger, fordelt på otte perioder i 1991, 1993, 1994 og 1995, og den længste periode varede i 38 uger fra 22. november 1993 til 14. august 1994. I single opnåede hun sin bedste placering på ranglisten som nr. 17 den 6. oktober 1991.
Hun indstillede sin aktive karriere i 1997 og blev i 2010 valgt ind i International Tennis Hall of Fame sammen med Natasja Zvereva.

### OL-resultater
Fernandez deltog som repræsentant for Puerto Rico ved OL 1984, hvor tennis var med som demonstrationssport. Her spillede hun single, men fik kun en enkelt kamp.
Ved legene i 1992 i Barcelona stillede hun op for USA i damedouble sammen med Mary Joe Fernandez (som hun ikke er i familie med),  og de nåede finalen efter blandt andet at have besejret tyske Steffi Graf og Anke Huber. I finalen mødte de hjemmebanefavoritterne Arantxa Sánchez Vicario og Conchita Martinez, og de to amerikanere sikrede sig guldet med resultatet 7-5, 2-6, 6-2.
Ved legene fire år senere i Atlanta spillede hun igen sammen med Mary Joe Fernández i damedouble. Egentlig var de ikke kvalificeret, men som forsvarende mestre fik de wild card af ITF, og det udnyttede de til igen at gå i finalen, hvor modstanderne var tjekkiske Jana Novotná og Helena Suková. De to amerikanere genvandt deres OL-guld med sejr på 7-6, 6-4; Martinez og Sáncho Vicario vandt bronze.
Hun vandt endvidere OL-guldmedalje i damedouble i både 1992 i Barcelona og i 1996 i Atlanta, begge gange med Mary Joe Fernández som makker, og hun var også en del af det amerikanske hold, der vandt Federation Cup i 1990.

## Videre karriere
Efter at have indstillet sin tenniskarriere har Fernandez fungeret som træner og iværksætter. Hun har også været direktør for et tennisanlæg.

## Familie
Hun har været i et langvarigt forhold til den tidligere golfspiller Jane Geddes.